# ダークキングダム
『ダークキングダム』は、1994年4月29日に日本テレネットから発売されたスーパーファミコン用ロールプレイングゲーム。

## 概略
魔王軍の兵士が隣国制圧、暗殺、勇者打倒などの任務をこなしていくというストーリー。イルラント12宝石の探索、軍馬テキロの入手、アトリビュート・パワー（AP）の入手、各キャラクター専用装備の入手などゲームの攻略とは直接関係ない隠しイベントが比較的豊富である。またあるイベントを攻略することによりエンディングが多少変化するというギミックもある。
開発はライオットが行い、プロデューサーはメガCD用ソフト『サイボーグ009』（1993年）を手掛けた大友美智男、企画はPCエンジンSUPER CD-ROM2用ソフト『夢幻戦士ヴァリス』（1992年）を手掛けた折原綱義およびPCエンジンSUPER CD-ROM2用ソフト『天使の詩II 堕天使の選択』（1993年）を手掛けた土屋広継、プログラムはPCエンジンSUPER CD-ROM2用ソフト『サークI・II』（1992年）を手掛けた岩附宏和が担当している。
本作は2006年にWindows用ソフトとしてi-revoにて配信された。

## 設定

### 舞台
ダークキングダムの舞台となる世界は「イルラント」と呼ばれる。もともと人間の世界であったが、神の国から巨大な氷に乗ってやってきたという魔王軍によって侵略を受けている。8つの地方に分かれている。
- ゼノ∶ゲーム開始時の6ヶ月前、現地の王国が魔王軍の侵攻により滅亡、以降魔王軍の本拠地となる。大陸北部の寒冷な地方に位置する。
- アプラナ∶鉱工業の盛んな王国。前国王の経済政策の失敗に乗じ、魔王軍の次なる攻略目標とされた。
- トゥード∶ティンカンサスから近年独立したものの、今度は魔王軍の脅威にさらされている小国。ジュディーの出身地。
- パレオ∶国王が法王を兼ねる宗教国家。中央軍は精鋭と称されるテンプルナイツ。政教分離をめぐる内部対立で国が二分されている。
- ティンカンサス∶イルラント最大版図を誇る商業国。神魔兵団の名称で知られる精鋭軍を保有する。アイテム収集狙いではお世話になる「賢者の家」がある。
- ラーゴン∶経済不況に苦しむ商業国。魔導兵を製造する工場がある。ジェンの出身地。
- ルーンディンク∶大陸南方の温暖な農業国。イルラント最古の王国。勇者ルクスたちの出身地。
- ビルラクシャ∶辺境地方。国家はなく、点在する開拓地から集落を形成している。

### 種族等級
ダークキングダムの背景世界"イルラント"の魔物は新生体と呼ばれ、四つの等級に分けられている。もっとも、種族等級がそのまま魔王軍での階級と一致するわけではない。
- 第一等　魔族　竜人族　飛族
- 第二等　進人族　巨人族　蛮族
- 第三等　水族　亜族　死族
- 第四等　獣族　虫族

魔族はエリート意識が強く、また人間及び人間に似た姿をした進人族や死族を忌み嫌い、蔑む傾向が強い。その割に人間の姿に変身する者が多い理由は謎である。
死族のなかでも、魔術などで自ら望んで不死化した者たちは高等死族と呼ばれる。魔族と同様に下位種族と同列にあつかわれるのを嫌う。

### 魔王軍の階級制度
- 魔王
- 公爵（軍団長・4名、フォースアーク）
- ハイアーク

侯爵・伯爵
- ミドルアーク

一等位・二等位・三等位・四等位・五等位
- ローアーク

六等位・七等位・八等位
- 正規兵（一般）

上級無等位・中級無等位・下級無等位
以上が魔王軍の正規兵である。正規兵は部隊の隊長として部下を率いて戦う存在であり、戦功によって昇進し新たな力（AP）を授かることができる。この点が傭兵と異なる点である。
正規兵となるためには単なる力自慢ではだめであるらしいが、いかなる基準で選抜がなされているのかは不明である（入隊判定として、門をくぐらせてオーラの色による選別が行われる）。
入隊した魔物は下級無等位の位を与えられる。任務を成功させ八等位に昇格すると一般兵から魔王軍の下級幹部・ローアークとなり、魔王フリードに謁見することが許される身分となる。ローアークの上にはミドルアーク、ハイアークの地位があり、五等位以上がミドルアーク、伯爵以上がハイアークである。
- 傭兵

傭兵は正規兵に雇われて部下として付き従う魔物である。昇格によってAPを授かることはできず、また、魔法の組み換えもできない。名前は冒険者の職業や武器防具にちなんだ者が多い。
- 闘士

闘士は闘技場で正規兵の腕試し、修行の相手となる魔物である。最下級の存在であり、使い捨てである。

## 登場人物

### 魔王軍

#### ジェンの部隊
- ジェン・ドールマン

本作の主人公。進人族。故郷のセブ村を滅亡させた犯人を探し出し一族の敵を討つため、魔王軍に入隊した。任務を次々とこなす過程でウル派に属することになる。
- ダイナ・ミッド

進人族。ジェンの最初の部下で副官的存在。陽気な性格で部隊のムードメーカーとなる。
- ギル・ガバメント

魔族。野心的な男で、入隊式で騒動を起こしニッド・ベルクを怒らせ、式場からつまみ出される。後にジェンとの賭けに負け部下となる。ジェンをライバル視している。
- ジュディー・シルス

進人族。金髪の美しい女性。ホルンの村出身の魔女でジェンの許嫁。ジェンを追いかけてきて魔王軍に加わる。ジェンは一旦はその加入を渋るが、レインの巧言に推され配下起用を認める。
- レイン・アスピード

飛族。自己の才覚を試すため魔王軍に入る。ジェンの部隊の参謀的存在。ジェンの器量を認め、自ら進んで部下となる。
- コルド・ビッチ

蛮族。間違って正規兵になってしまい、どこからも相手にされず苦悩していたが、ジェンの噂を聞き部下になりたいと志願する。一旦は断られたが、ジェンの任務達成を助け晴れて部下となることを許される。
- ウォル・サーベン

亜族。文武両道の実務派。魔王軍に理想国家の建設を夢見る。同族のローゼン・フォルクを尊敬している。魔法の道具のうんちくに詳しく、ジュディーを呆れさせている。

#### フォースアーク

##### ウル派
- "四界王"ウル・ハイデン

魔王軍四公爵の一人。ウル派を率いる。四公爵中最も老獪な人物。昇格のさい、ジェンたちの面前にデグとともに現れる。
- ローゼン・フォルク

伝説の闘神と呼ばれる人物。亜族。伯爵、後に侯爵。同族出身のウォルは敬意をはらい、魔族出身のギルは軽視する態度をとる。ふたりの姿勢に違いはあるが、逸材として好意的に見守っている。
- デグ・スタイナー

ウルの腹心。魔族。一等位、後に伯爵。正規兵なりたてのジェンとギルの口論を一喝して沈静し、以降ふたりはデグに一目置く。実質的にはジェンの上司である。ある事件後、地位は変わらないものの役職において左遷される。

##### ゼーレン派
- "魔界の闘士"ゼーレン・ツォーネ

魔王軍四公爵の一人。魔族。ゼーレン派を率いる。孤高の人物で誰とも組まず、中立を保つ。物語後半においては完全にそうと言い切れない態度もあった。
- ブラン・ホーネット

ゼーレン配下の将。魔族。三等位。電撃を得意技とする。ロートルと化して久しい。

##### ヘルト派
- "邪赤竜"ヘルト・ハイス

魔王軍四公爵の一人。竜人族。ヘルト派を率いる。ウル派とは友好関係にあり、ベーザーとは仲が悪い。豪快な人物のようであるが、実は小心である。
- ザルク・ファント

虎獣人の侯爵。ヘルトの部下。豪快な性格で情に篤い。
- ヴート・クライス

魔女、伯爵。ヘルトの部下。ザルクの愛人。妖艶さがあり異性を誘惑するように話す。

##### ベーザー派
- "マスターアンデッド"ベーザー・ヘルツ

魔王軍四公爵の一人。死族（高等死族）。全員が死族からなるベーザー派を率いる。魔法に秀でるが、陰険な性格で他の公爵たちからは孤立している。種族等級では第三等の死族に属するが、他の魔物を下等種族と見下している。
- ニッド・ベルク

伯爵。ベーザーの腹心だが、器量は狭く実力も大したものではない。後にある事件によって公爵に昇格するが、実力は伴っていなかったためあっさりとウルに殺されてしまう。
- フェア・ラート

ベーザー派の行動隊長。三等位。黒衣の魔道師の姿で暗躍する。本来の姿に戻ると、髑髏のオーラを背負った騎士風の姿になる。口調は紳士的で物腰は丁寧だが、性格は陰険。しかしその実力は確かなものである。
- ファブル、ノードン、ゲルト

ベーザー派の下級幹部。フェア・ラートの配下。
- ハイアンデッド、G・アンデッド

ベーザー派の構成員。無理矢理に構成員にされた者もいる。多くはフェア・ラートの指揮の下行動するが、ニッド・ベルクが直接率いていた者もいる。

##### 魔王城
- "魔王"フリード・フューラー

魔王軍の支配者。魔族。自らは陣頭には立たないが軍団の組織化・統率に優れ、イルラント征服を企図する。全土制圧を目前にして、勇者ルクスと黄金戦士に苦戦を強いられる。
- 門番のスケルトン

「徹夜明けはスケルトンでもつらい」と情のあるユニークな発言をする、魔王城の名物門番。
- 情報屋・パスポート係・傭兵屋
- 武器屋・道具屋・魔法交換所の職員
- 邪神の司祭
- 闘技場の管理人
- 城内酒場の主人

### 人間
- 勇者ルクス

伝説の勇者パルスの5代目の子孫。魔王を倒すため諸国を旅し力をつけていく。
- 僧侶メロウ

ルクスを破ったジェンの戦闘力を素直に評価し、ジェンの部隊に興味をしめす。勇者パーティーの実質的なリーダー。
- 戦士ボルト
- 魔術師ワット

ルーンディンク王は魔王軍をルクスたちに任せて、王国軍はみだりに動かさない方針をとる。4人は少年・少女だが、その強さに大人のメンツは丸つぶれとの市民の意見もある。
- 一言老人

パレオ国内のほこらに住む。ジェンたちに攻略のヒントを独り言のかたちで語り聞かす。
- 女賢者（賢者の家）

ティンカンサス領内に家がある。12宝石イベントなどでジェンたちと接点をもつようになる。
- マッソー

トゥード領のケスヤの町に隠れ住む伝説の魔法使い。魔導神兵の開発者であり、かつAPの研究家。
- その他（ジェンの任務関連の暗殺・破壊対象）

魔導神兵（カーティス島）、ジニム（パレオの反体制派リーダー）、ケルドラ（魔女、ティンカンサス国・神魔兵団隊長）、ヘクストリア工場（魔導兵、策士リャントーを含む）

### 黄金戦士の軍団
- トーデス

超生体、黄金戦士と呼ばれる存在。その戦闘力は魔王軍の大幹部たちをすら遥かに凌ぐ。自身の力を他者に分け与えたり、分身を作り出すことも可能。洗脳の術なども使いこなす。自身の妨害をする者は誰であれ攻撃をしかけてくる。
- トーデスの影

トーデスの分身。単なる使い捨て。それでも相当に強い。
- 超聖獣

サー、カウン、ミリアなど。トーデスが召喚した異世界の魔物。

## スタッフ
- メイン・プランナー：ORI（折原綱義）
- バトル・プランナー：吉澤純一
- サブ・プランナー：土屋広継
- メイン・プログラマー：Harydeel IWATSUKI（岩附宏和）
- バトル・プログラマー：むとうなおき
- モンスター、マジック・グラフィック：岩田隆樹
- BGグラフィック：矢部健志
- スプライト・キャラクター・グラフィック：馬籠浩平
- バトル・BG/FACE・ウインドウ・グラフィック：高橋以久子
- キャラクター・デザイナー：牧由尚
- モンスター・デザイナー：デヴィッド・イワタ
- 音楽：JIMMY & PATTY
- イラストレーター：大柴宗平
- マニュアル・イラストレーター：三浦智子
- パブリシティー：乾芳夫、吉岡たかを、鈴木正芳
- プロダクション・パブリシティー：馬上禎樹、門脇勲、AD FACTOR
- エグゼクティブ・プロデューサー：福島和行、福島雄二、福島次郎、阿部好延、羽成正己、浅沼穣
- サンクス：SYM
- スペシャル・サンクス：菊池栄二、横尾和泰、しらとりあき、橋本博司、波形陽子、Hagiwara、高橋等、Satoh、おおつかよう
- プロデューサー：大友美智男

## 評価
ゲーム誌『ファミコン通信』の「クロスレビュー」では、7・6・6・7の合計26点（満40点）、『ファミリーコンピュータMagazine』の読者投票による「ゲーム通信簿」での評価は以下の通りとなっており、22.0点（満30点）となっている。
| 項目 | キャラクタ | 音楽 | お買得度 | 操作性 | 熱中度 | オリジナリティ | 総合 |
| 得点 | 3.5        | 3.6  | 3.7      | 3.6    | 3.8    | 3.8            | 22.0 |